# Nazionale maschile di pallavolo della Grecia
La nazionale maschile di pallavolo della Grecia è una squadra europea composta dai migliori giocatori di pallavolo della Grecia ed è posta sotto l'egida della Federazione pallavolistica della Grecia.

## Rosa
Segue la rosa dei giocatori convocati per il campionato europeo 2023.
| N° | Nome                    | Ruolo | Data di nascita   | Squadra           |
| -- | ----------------------- | ----- | ----------------- | ----------------- |
| 1  | Aristeidīs Chandrinos   | L     | 20 novembre 2002  | Milōn             |
| 7  | Giōrgos Petreas         | C     | 19 novembre 1986  | Panathīnaïkos     |
| 8  | Giōrgos Tzioumakas      | O     | 23 gennaio 1995   | OFĪ Creta         |
| 9  | Menelaos Kokkinakīs     | L     | 11 gennaio 1993   | PAOK              |
| 10 | Rafaīl Koumentakīs      | S     | 5 maggio 1993     | Olympiakos        |
| 11 | Dīmītrīs Mouchlias      | O     | 17 maggio 2001    | Hawaii            |
| 12 | Thodōrīs Voulkidīs      | C     | 30 marzo 1996     | PAOK              |
| 14 | Markos Galiōtos         | P     | 23 agosto 1996    | Foinikas Syro     |
| 15 | Alexandros Raptīs       | S     | 16 febbraio 2000  | PAOK              |
| 18 | Apostolos Petsias       | P     | 29 luglio 2003    | Pīgasos Polichnīs |
| 21 | Mitar Đurić             | C     | 25 aprile 1989    | Foinikas Syro     |
| 22 | Dīmosthenīs Linardos    | C     | 14 febbraio 1997  | Olympiakos        |
| 23 | Spyridōn Chakas         | S     | 23 settembre 2002 | Hawaii            |
| 77 | Athanasios Prōtopsaltīs | S     | 12 settembre 1993 | Maaseik           |

## Risultati

### Competizioni FIVB
| 1964 | non qualificata | -            |
| 1968 | non qualificata | -            |
| 1972 | non qualificata | -            |
| 1976 | non qualificata | -            |
| 1980 | non qualificata | -            |
| 1984 | non qualificata | -            |
| 1988 | non qualificata | -            |
| 1992 | non qualificata | -            |
| 1996 | non qualificata | -            |
| 2000 | non qualificata | -            |
| 2004 | 5º posto        | Convocazioni |
| 2008 | non qualificata | -            |
| 2012 | non qualificata | -            |
| 2016 | non qualificata | -            |
| 2020 | non qualificata | -            |
| 2024 | non qualificata | -            |

| 1949 | non qualificata | -            |
| 1952 | non qualificata | -            |
| 1956 | non qualificata | -            |
| 1960 | non qualificata | -            |
| 1962 | non qualificata | -            |
| 1966 | non qualificata | -            |
| 1970 | non qualificata | -            |
| 1974 | non qualificata | -            |
| 1978 | non qualificata | -            |
| 1982 | non qualificata | -            |
| 1986 | 13º posto       | Convocazioni |
| 1990 | non qualificata | -            |
| 1994 | 6º posto        | Convocazioni |
| 1998 | 13º posto       | Convocazioni |
| 2002 | 7º posto        | Convocazioni |
| 2006 | 17º posto       | Convocazioni |
| 2010 | non qualificata | -            |
| 2014 | non qualificata | -            |
| 2018 | non qualificata | -            |
| 2022 | non qualificata | -            |

### Competizioni CEV
| 1948 | non qualificata | -            |
| 1950 | non qualificata | -            |
| 1951 | non qualificata | -            |
| 1955 | non qualificata | -            |
| 1958 | non qualificata | -            |
| 1963 | non qualificata | -            |
| 1967 | 20º posto       | Convocazioni |
| 1971 | 18º posto       | Convocazioni |
| 1975 | non qualificata | -            |
| 1977 | non qualificata | -            |
| 1979 | 12º posto       | Convocazioni |
| 1981 | non qualificata | -            |
| 1983 | 9º posto        | Convocazioni |
| 1985 | 8º posto        | Convocazioni |
| 1987 | 3º posto        | Convocazioni |
| 1989 | 10º posto       | Convocazioni |
| 1991 | 11º posto       | Convocazioni |
| 1993 | non qualificata | -            |
| 1995 | 7º posto        | Convocazioni |
| 1997 | 11º posto       | Convocazioni |
| 1999 | non qualificata | -            |
| 2001 | non qualificata | -            |
| 2003 | non qualificata | -            |
| 2005 | non qualificata | -            |
| 2007 | 13º posto       | Convocazioni |
| 2009 | 8º posto        | Convocazioni |
| 2011 | non qualificata | -            |
| 2013 | non qualificata | -            |
| 2015 | non qualificata | -            |
| 2017 | non qualificata | -            |
| 2019 | 16º posto       | Convocazioni |
| 2021 | 22º posto       | Convocazioni |
| 2023 | 19º posto       | Convocazioni |

| 2004 | non qualificata | -            |
| 2005 | non qualificata | -            |
| 2006 | 3º posto        | Convocazioni |
| 2007 | 8º posto        | Convocazioni |
| 2008 | 6º posto        | Convocazioni |
| 2009 | 8º posto        | Convocazioni |
| 2010 | 5º posto        | Convocazioni |
| 2011 | 10º posto       | Convocazioni |
| 2012 | 10º posto       | Convocazioni |
| 2013 | non qualificata | -            |
| 2014 | 2º posto        | Convocazioni |
| 2015 | 5º posto        | Convocazioni |
| 2016 | non qualificata | -            |
| 2017 | non qualificata | -            |
| 2018 | non qualificata | -            |
| 2019 | non qualificata | -            |
| 2021 | non qualificata | -            |
| 2022 | non qualificata | -            |
| 2023 | non qualificata | -            |
| 2024 | non qualificata | -            |
| 2025 | 4º posto        | Convocazioni |

| 2018 | non qualificata | -            |
| 2019 | 2º posto        | Convocazioni |
| 2021 | non qualificata | -            |
| 2022 | non qualificata | -            |
| 2023 | non qualificata | -            |
| 2024 | non qualificata | -            |
| 2025 | non qualificata | -            |

### Competizioni estinte
| 1990 | non qualificata | -            |
| 1991 | non qualificata | -            |
| 1992 | non qualificata | -            |
| 1993 | 11º posto       | Convocazioni |
| 1994 | 7º posto        | Convocazioni |
| 1995 | 9º posto        | Convocazioni |
| 1996 | 11º posto       | Convocazioni |
| 1997 | non qualificata | -            |
| 1998 | 12º posto       | Convocazioni |
| 1999 | non qualificata | -            |
| 2000 | non qualificata | -            |
| 2001 | 9º posto        | Convocazioni |
| 2002 | 9º posto        | Convocazioni |
| 2003 | 7º posto        | Convocazioni |
| 2004 | 5º posto        | Convocazioni |
| 2005 | 7º posto        | Convocazioni |
| 2006 | non qualificata | -            |
| 2007 | non qualificata | -            |
| 2008 | non qualificata | -            |
| 2009 | non qualificata | -            |
| 2010 | non qualificata | -            |
| 2011 | non qualificata | -            |
| 2012 | non qualificata | -            |
| 2013 | non qualificata | -            |
| 2014 | non qualificata | -            |
| 2015 | 25º posto       | Convocazioni |
| 2016 | 27º posto       | Convocazioni |
| 2017 | 36º posto       | Convocazioni |